# Сушил Кумар
Сушил Кумар  (англ. Sushil Kumar, 26 травня 1983) — індійський борець вільного стилю, дворазовий олімпійський медаліст, чемпіон світу, чемпіон та триразовий призер чемпіонатів Азії .

## Життєпис
Боротьбою почав займатися з 1995 року. Основних успіхів досяг у змаганнях з боротьби вільного стилю, хоча іноді виступав на змаганнях досить високого рівня з греко-римської боротьби, так на Чемпіонаті Співдружності з греко-римської боротьби 2005 року став бронзовим призером.
У жовтні 2022 року Кумара разом із 17 спільниками було заарештовано та звинувачено у вбивстві колишнього чемпіона Індії з боротьби серед юніорів Сагара Дханкара у травні 2022 року в Нью-Делі у суперечці про майно. Фактичними звинуваченнями були вбивство, замах на вбивство, масові заворушення, злочинна змова, викрадення людини, навмисне заподіяння тілесних ушкоджень під час вчинення пограбування, протиправне обмеження волі, пограбування та замах на заподіяння смерті чи тяжких тілесних ушкоджень та злочинне залякування. Суд призначили на листопад 2022 року.

## Спортивні результати на міжнародних змаганнях

### Виступи на Олімпіадах
| Змагання                    | Збірна | Вагова категорія          | Місце  |
| --------------------------- | ------ | ------------------------- | ------ |
| Літні Олімпійські ігри 2004 | Індія  | вільна боротьба, до 60 кг | 14     |
| Літні Олімпійські ігри 2008 | Індія  | вільна боротьба, до 66 кг | Бронза |
| Літні Олімпійські ігри 2012 | Індія  | вільна боротьба, до 66 кг | Срібло |

### Виступи на Чемпіонатах світу
| Змагання                        | Збірна | Вагова категорія          | Місце  |
| ------------------------------- | ------ | ------------------------- | ------ |
| Чемпіонат світу з боротьби 2003 | Індія  | вільна боротьба, до 60 кг | 4      |
| Чемпіонат світу з боротьби 2006 | Індія  | вільна боротьба, до 66 кг | 13     |
| Чемпіонат світу з боротьби 2007 | Індія  | вільна боротьба, до 66 кг | 7      |
| Чемпіонат світу з боротьби 2009 | Індія  | вільна боротьба, до 66 кг | 5      |
| Чемпіонат світу з боротьби 2010 | Індія  | вільна боротьба, до 66 кг | Золото |
| Чемпіонат світу з боротьби 2011 | Індія  | вільна боротьба, до 66 кг | 14     |
| Чемпіонат світу з боротьби 2019 | Індія  | вільна боротьба, до 74 кг | 20     |

### Виступи на Чемпіонатах Азії
| Змагання                       | Збірна | Вагова категорія          | Місце  |
| ------------------------------ | ------ | ------------------------- | ------ |
| Чемпіонат Азії з боротьби 2003 | Індія  | вільна боротьба, до 60 кг | Бронза |
| Чемпіонат Азії з боротьби 2005 | Індія  | вільна боротьба, до 66 кг | 8      |
| Чемпіонат Азії з боротьби 2007 | Індія  | вільна боротьба, до 66 кг | Срібло |
| Чемпіонат Азії з боротьби 2008 | Індія  | вільна боротьба, до 66 кг | Бронза |
| Чемпіонат Азії з боротьби 2010 | Індія  | вільна боротьба, до 66 кг | Золото |

### Виступи на Азійських іграх
| Змагання           | Збірна | Вагова категорія          | Місце  |
| ------------------ | ------ | ------------------------- | ------ |
| Азійські ігри 2006 | Індія  | вільна боротьба, до 66 кг | Бронза |
| Азійські ігри 2018 | Індія  | вільна боротьба, до 74 кг | 14     |

### Виступи на Чемпіонатах Співдружності
| Змагання                                | Збірна | Вагова категорія                 | Місце  |
| --------------------------------------- | ------ | -------------------------------- | ------ |
| Чемпіонат Співдружності з боротьби 2003 | Індія  | вільна боротьба, до 60 кг        | Золото |
| Чемпіонат Співдружності з боротьби 2005 | Індія  | вільна боротьба, до 66 кг        | Золото |
| Чемпіонат Співдружності з боротьби 2005 | Індія  | греко-римська боротьба, до 66 кг | Бронза |
| Чемпіонат Співдружності з боротьби 2007 | Індія  | вільна боротьба, до 66 кг        | Золото |
| Чемпіонат Співдружності з боротьби 2017 | Індія  | вільна боротьба, до 74 кг        | Золото |

### Виступи на Іграх Співдружності
| Змагання                | Збірна | Вагова категорія          | Місце  |
| ----------------------- | ------ | ------------------------- | ------ |
| Ігри Співдружності 2010 | Індія  | вільна боротьба, до 66 кг | Золото |
| Ігри Співдружності 2014 | Індія  | вільна боротьба, до 74 кг | Золото |
| Ігри Співдружності 2018 | Індія  | вільна боротьба, до 74 кг | Золото |

### Виступи на інших змаганнях
| Змагання                                                      | Збірна | Вагова категорія          | Місце  |
| ------------------------------------------------------------- | ------ | ------------------------- | ------ |
| Міжнародний меморіал Дейва Шульца 2005                        | Індія  | вільна боротьба, до 66 кг | Срібло |
| Гран-прі Німеччини з боротьби 2009                            | Індія  | вільна боротьба, до 66 кг | Золото |
| Міжнародний меморіал Дейва Шульца 2012                        | Індія  | вільна боротьба, до 66 кг | Золото |
| Олімпійський кваліфікаційний турнір з боротьби 2012 (Астана)  | Індія  | вільна боротьба, до 66 кг | Бронза |
| Олімпійський кваліфікаційний турнір з боротьби 2012 (Тайюань) | Індія  | вільна боротьба, до 66 кг | Золото |
| Турнір міста Сассарі з боротьби 2014                          | Індія  | вільна боротьба, до 74 кг | Срібло |
| Pro Wrestling League 2018                                     | Індія  | команда                   | 6      |
| Турнір Г. Картозія і В. Балавадзе 2018                        | Індія  | вільна боротьба, до 74 кг | 15     |
| Турнір Олександра Медведя 2019                                | Індія  | вільна боротьба, до 74 кг | 5      |

### Виступи на змаганнях молодших вікових груп
| Змагання                                      | Збірна | Вагова категорія          | Місце  |
| --------------------------------------------- | ------ | ------------------------- | ------ |
| Чемпіонат світу з боротьби серед кадетів 1998 | Індія  | вільна боротьба, до 45 кг | Золото |
| Чемпіонат світу з боротьби серед кадетів 1999 | Індія  | вільна боротьба, до 50 кг | Золото |
| Чемпіонат Азії з боротьби серед юніорів 1999  | Індія  | вільна боротьба, до 50 кг | Бронза |
| Чемпіонат світу з боротьби серед юніорів 2001 | Індія  | вільна боротьба, до 58 кг | 12     |